# Л.П. Кастелачо (Фрозиноне)
Л.П. Кастелачо је насеље у Италији у округу Фрозиноне, региону Лацио.
Према процени из 2011. у насељу је живело 110 становника. Насеље се налази на надморској висини од 196 м.